# Coryphopterus urospilus
Coryphopterus urospilus är en fiskart som beskrevs av Isaac Ginsburg, 1938. Coryphopterus urospilus ingår i släktet Coryphopterus och familjen smörbultsfiskar. IUCN kategoriserar arten globalt som livskraftig. Inga underarter finns listade i Catalogue of Life.